# Kukkia
Kukkia eller Kukkiajärvi är en sjö i Finland. Den ligger i kommunerna Pälkäne och Tavastehus i landskapen Birkaland och Egentliga Tavastland, i den södra delen av landet, 130 km norr om huvudstaden Helsingfors. Kukkia ligger 86,6 meter över havet. Den är 35,62 meter djup. Arean är 43,89 kvadratkilometer och strandlinjen är 283,97 kilometer lång. Sjön  ingår i Kumo älvs huvudavrinningsområde.   I omgivningarna runt Kukkia växer i huvudsak blandskog. Den sträcker sig 12,1 kilometer i nord-sydlig riktning, och 11,5 kilometer i öst-västlig riktning.
Orten Luopioinen med över 2 000 invånare ligger vid sjön.
Kukkia är den 88 största sjön i Finland. Det finns över 300 öar och holmar i Kukkia, varav den största är Evinsalo. I Kukkia växer den sällsynta vattenormbunken klotgräs.

## Öar i Kukkia (urval)
- Kalkkunasaari (en ö)
- Maununsaaret (en ö)
- Vähä-Vekuna (en ö)
- Vähä-Kouvolainen (en ö)
- Iso-Vekuna (en ö)
- Turvakot (en ö)
- Vähät Ahosaaret (en ö)
- Urittu (en ö)
- Iso-Kouvolainen (en ö)
- Niittysaari (en ö)
- Kirjostensaari (en ö)
- Pikku Rimpunsaari (en ö)
- Huhdansaaret (en ö)
- Iitinsaari (en ö)
- Vohlisaari (en ö)
- Hirvisaaret (en ö)
- Varpussaari (en ö)
- Soimansaaret (en ö)
- Leppäluoto (en ö)
- Päiväsaari (en ö)
- Pärnäsaari (en ö)
- Nelihaukka (en ö)
- Roukkusaari (en ö)
- Kellarisaari (en ö)
- Isot Ahosaaret (en ö)
- Rajalansaari (en ö)
- Ikaaloistensaari (en ö)
- Matalansalmensaari (en ö)
- Nuoruussaari (en ö)
- Käyräsaaret (en ö)
- Holmuska (en ö)
- Laajansaaret (en ö)
- Ahosaari (en ö)
- Vähät Siikasaaret (en ö)
- Iso Siikasaari (en ö)
- Iso Honkasaari (en ö)
- Suolikkosaari (en ö)
- Keitainsaaret (en ö)
- Ristisaari (en ö)
- Vähä Huhtisaari (en ö)
- Mustinsaaret (en ö)
- Lehmisaari (en ö)
- Evinsalo (en ö)
- Koiralahdensaaret (en ö)
- Sikosaaret (en ö)
- Rauniosaari (en ö)
- Kotasaari (en ö)
- Syvinsaari (en ö)
- Huhtisaari (en ö)
- Vasikkasaari (en ö)
- Nykäräsaari (en ö)
- Kivinensaari (en ö)
- Isosaari (en ö)
- Tapperinluodot (en ö)
- Lounassaari (en ö)
- Eemelinsaari (en ö)
- Suutarin Iitan saari (en ö)
- Rahkasaari (en ö)
- Härkisaari (en ö)
- Kaidankärki (en ö)
- Viitasaari (en ö)
- Äikänkari (en ö)
- Leukakivensaaret (en ö)
- Rapusaari (en ö)
- Kiviniemensaari (en ö)
- Syynisaari (en ö)
- Palanesaari (en ö)
- Pukkisaari (en ö)
- Isännänsaari (en ö)
- Rautasaaret (en ö)
- Vaarinsaari (en ö)